# Innocent Victims
Innocent Victims (en español: Víctimas Inocentes) es una escultura de bronce la cual representa a la princesa Diana de Gales y a Dodi Al-Fayed. Ubicada en los almacenes Harrods entre 2005 y 2018, la obra, diseñada por William Mitchell, fue comisionada por el padre de Dodi y antiguo dueño de los almacenes Mohamed Al-Fayed.

## Origen
La escultura es el segundo de los dos memoriales en honor a Diana de Gales y Dodi Al-Fayed instalados en Harrods, ambos encargados por Mohamed Al-Fayed, propietario de los almacenes desde 1985 hasta 2010. El primero de ellos, inaugurado en abril de 1998, consiste en una pirámide sobre la cual se hallan fotografías de Diana y Dodi; una copa de vino utilizada al parecer en la última cena de la pareja; y un anillo supuestamente adquirido por Dodi horas antes del accidente en el que ambos perdieron la vida.

## Diseño y elaboración
La estatua fue diseñada por el escultor londinense William Mitchell, quien llevaba trabajando para la familia Al-Fayed desde hacía más de 40 años, siendo la obra elaborada en bronce mediante el método de vaciado a la cera perdida en el Bronze Age Foundry, en East London. La escultura representa a Diana y Dodi mirándose frente a frente y vestidos con ropa holgada la cual se pega a sus cuerpos (al parecer ambos están bailando sobre olas en el Mar Mediterráneo puesto que sus últimos días transcurrieron en un yate en las rivieras francesa e italiana). El brazo derecho de Dodi está levantado y parece liberar un gran pájaro, supuestamente un albatros el cual simboliza la libertad y la eternidad (la curva interior de las alas del pájaro ha sido descrita como formando una doble D). El brazo izquierdo de Diana también se encuentra alzado y sujeta la mano de Dodi. El brazo derecho de la princesa y el izquierdo de Al-Fayed se hallan por debajo de la cintura y se tocan con los dedos. Ambas figuras presentan una pose inclinada hacia delante, con la pierna derecha de Diana expuesta gracias a un corte en el vestido a la altura del muslo. Por su parte, la pierna derecha de Dodi se encuentra completamente fuera de la base de la estatua, estando ambos descalzos. 
Mitchell también diseñó la escalera mecánica egipcia que rodeaba la obra así como las tallas que forman el fondo del memorial de 1998.

## Inauguración
Al momento de su inauguración en septiembre de 2005, Al-Fayed, quien llevaba años defendiendo que su hijo y la princesa habían sido asesinados pese a que una investigación oficial demostraría que el fallecimiento de ambos fue fruto de un accidente, declaró:

A medida que nos acercamos al octavo aniversario de la prematura muerte de Diana y Dodi y en ausencia de cualquier otro memorial oficial para estas dos víctimas – aparte de la altamente criticada fuente de Hyde Park – quise mantener sus espíritus vivos con un gesto más... he llamado a la escultura Víctimas Inocentes porque por ocho años he luchado para probar que mi hijo y la princesa fueron asesinados.

## Ubicación
En enero de 2018, Harrods anunció que la estatua sería devuelta a la familia Al-Fayed, habiendo transcurrido siete años desde que Mohamed vendió los almacenes a la Qatar Investment Authority. El director de Harrods, Michael Ward, declaró que era hora de devolver la escultura a Al-Fayed debido a que los dos hijos de Diana, los príncipes Guillermo y Enrique, habían comisionado un nuevo memorial público para el Palacio de Kensington (al momento de la inauguración, Al-Fayed había afirmado que la estatua permanecería instalada permanentemente en Harrods). Los propietarios de la Qatar Investment Authority deseaban recuperar el patrocinio de la familia real británica, habiendo ostentado los almacenes una royal warrant of appointment de forma continua desde 1913 hasta 2000 debido a la disputa entre Mohamed y la monarquía con motivo de la muerte de Diana y Dodi. Al-Fayed había roto en 2000 los vínculos comerciales existentes hasta entonces entre Harrods y la familia real cuando retiró las royal warrants (en 2010, Mohamed reveló que las había quemado).